# ريان جونسون
ريان جونسون (بالإنجليزية: Rian Johnson)‏ (ولد في 17 ديسمبر 1973) هو كاتب ومخرج أميركي.

## السيرة الذاتية
ولد جونسون في ولاية ماريلاند، ترعرع في سان كليمنتي، كاليفورنيا، والتحق بمدرسة سان كليمنتي ثانوية. ثم التحق بجامعة جنوب كاليفورنيا، وتخرج من كلية يو إس سي للفنون السينمائية في عام 1996.

## أعمال
- قالب (2005)
- ذا برذرز بلوم (2008)
- لوّبر (2012)
- اختلال ضال (3 حلقات)

## روابط خارجية
- ريان جونسون على موقع IMDb (الإنجليزية)
- ريان جونسون على موقع روتن توميتوز (الإنجليزية)
- ريان جونسون على موقع مونزينجر (الألمانية)
- ريان جونسون على موقع ألو سيني (الفرنسية)
- ريان جونسون على موقع ميوزك برينز (الإنجليزية)
- ريان جونسون على موقع أول موفي (الإنجليزية)
- ريان جونسون على موقع بوكس أوفيس موجو (الإنجليزية)
- ريان جونسون على موقع ديسكوغز (الإنجليزية)
- ريان جونسون على موقع قاعدة بيانات الفيلم (الإنجليزية)
- ريان جونسون على موقع كينوبويسك (الروسية)